# Darren Yapi
Darren Yapi, né le 19 novembre 2004 à Denver aux États-Unis est un joueur américain de soccer qui joue au poste d'avant-centre avec les Rapids du Colorado.

## Biographie

### En club
Né à Denver dans l'État du Colorado aux États-Unis, Darren Yapi est formé par les Rapids du Colorado où il joue avec les équipes de jeunes. Après avoir passé du temps avec l'équipe première lors de la préparation d'avant-saison 2020, il est prêté au Colorado Springs Switchbacks le 31 juillet 2020.
Le 3 mars 2021, à 16 ans, il signe son premier contrat avec les Rapids du Colorado en tant que Homegrown Player.
Le 13 mars 2022, Yapi joue son premier match avec l'équipe première à l'occasion d'une rencontre de Major League Soccer face au Sporting de Kansas City lors de la troisième journée de la saison 2022. Il entre en jeu en fin de match et son équipe s'impose sur le score de deux buts à zéro ce jour-là,.

### En sélection
Darren Yapi représente l'équipe des États-Unis des moins de 17 ans, avec laquelle il joue au total trois matchs en 2020.